# Suka Nanti (Lungkang Kule)
Suka Nanti is een bestuurslaag in het regentschap Kaur van de provincie Bengkulu, Indonesië. Suka Nanti telt 204 inwoners (volkstelling 2010).